# Holzminden
Holzminden (pronunciación en alemán: /hɔlt͡sˈmɪndn̩/ⓘ) es una ciudad, capital del distrito rural alemán de Holzminden, al sur del Estado federado de Baja Sajonia. Se encuentra directamente al margen del río Weser, que marca la frontera con Renania del Norte-Westfalia.

## Historia

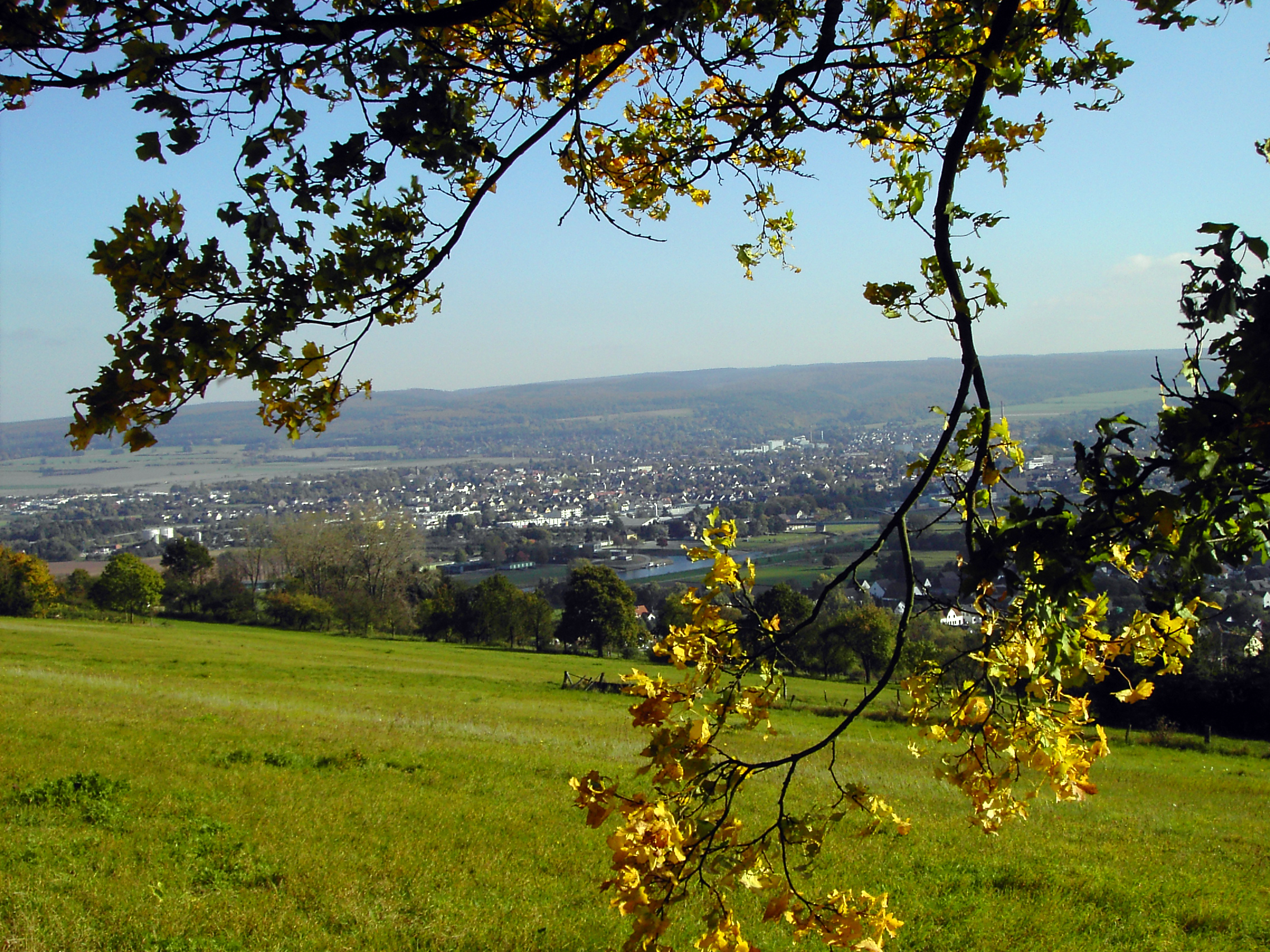
Una vista del pueblo en otoño.

Holzminden fue mencionado por primera vez en el siglo IX como Holtesmeni; sin embargo, el nombre no se refería originalmente a la ciudad actual, sino a un pueblo de Altendorf, el "pueblo antiguo", que fue incorporado a la ciudad en 1922.
Durante el reinado de Ludovico Pío, monjes benedictinos de la abadía de Corbie en Francia llegaron a la zona y fundaron un monasterio en Hethis en el Solling. Cuando la sede de este monasterio ya no fue viable, fue cerrado y se inauguró otro cerca al río: la abadía de Corvey o Corbeia nova. Documentos antiguos muestras que hubo muchas donaciones al Holtesmeni (monasterio).
Se presume que llegó a existir, junto con otros asentamientos en las cercanías, en el período entre 500 y 800. Algunos de los otros poblados fueron abandonados cuando se le concedió a Holzminden leyes municipales, por lo que prometía mayores privilegios a sus ciudadanos y ejercía una mayor atracción a su alrededor.
En 1200, el pueblo fue trasladado bajo la protección del príncipe del castillo de Everstein y, para 1245, el Conde de Everstein le otorgó el estatus de ciudad. Por ello, el escudo de armas del pueblo muestra al león de Everstein rampante hacia la entrada abierta de la ciudad.
Desde 1408, el pueblo perteneció a los príncipes de la Casa de Welf y desde el siglo XVI, a la Casa de Brunswick. Desde entonces hasta 1942, Holzminden fue gobernado por el Ducado de Brunswick. En 1640, durante la Guerra de los Treinta Años, Holzminden fue destruida por las tropas del emperador y solo se recuperó lentamente. 
Hasta el siglo XX, Holzminden siguió siendo un pueblo de provincia habitado por pequeños agricultores. Durante la Primera Guerra Mundial, Holzminden fue la ubicación de un campamento alemán de prisioneros de guerra para oficiales británicos capturados.

## Ciudades hermanadas
Holzminden está hermanada con:
- Leven, Fife, Escocia

## Personajes ilustres
- Adolf Heusinger (1897-1982), general alemán durante la Segunda Guerra Mundial.
- Nicolas Kiefer (n. 1977), jugador de tenis.

## Sitios de interés

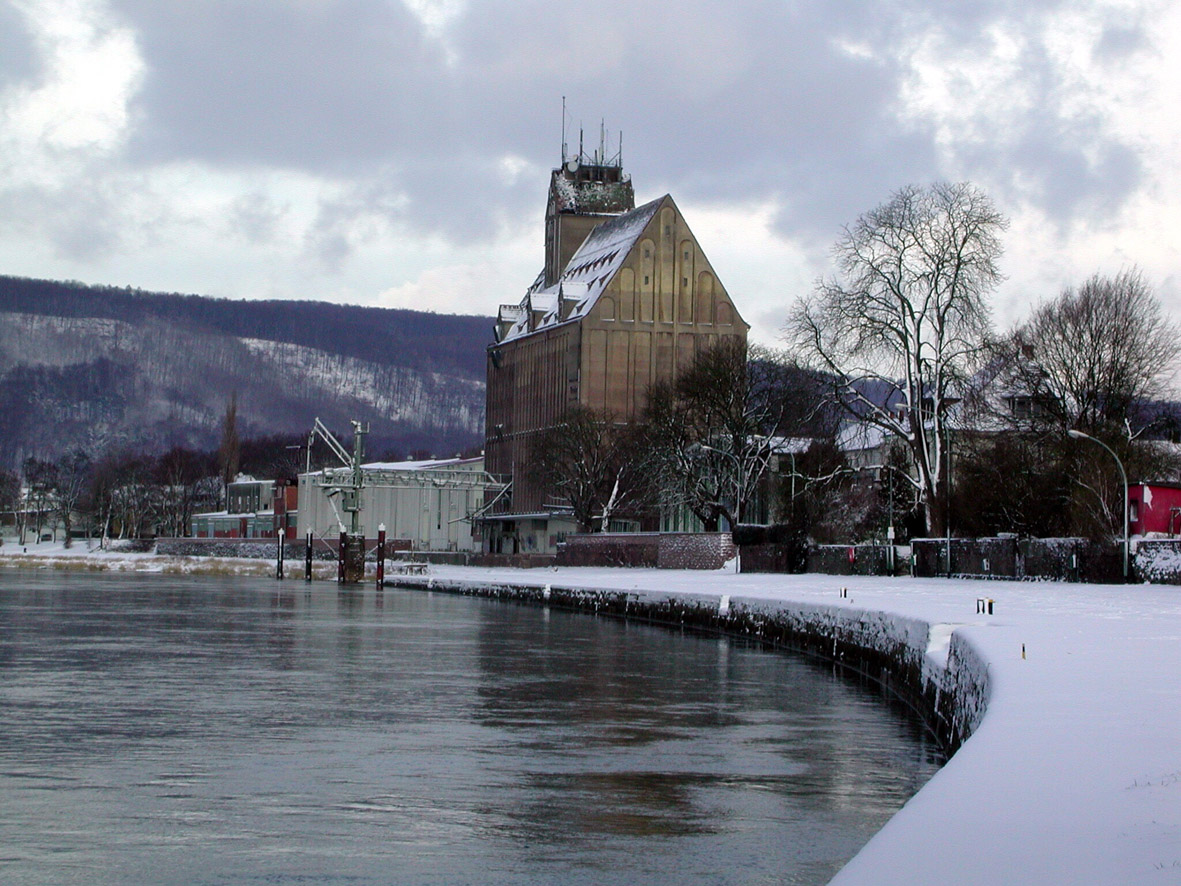
Holzminden en invierno.
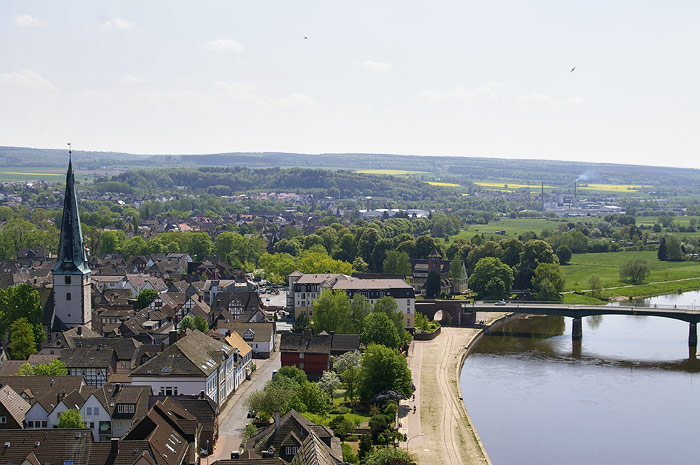
Vista de la ciudad antigua de Holzminden.
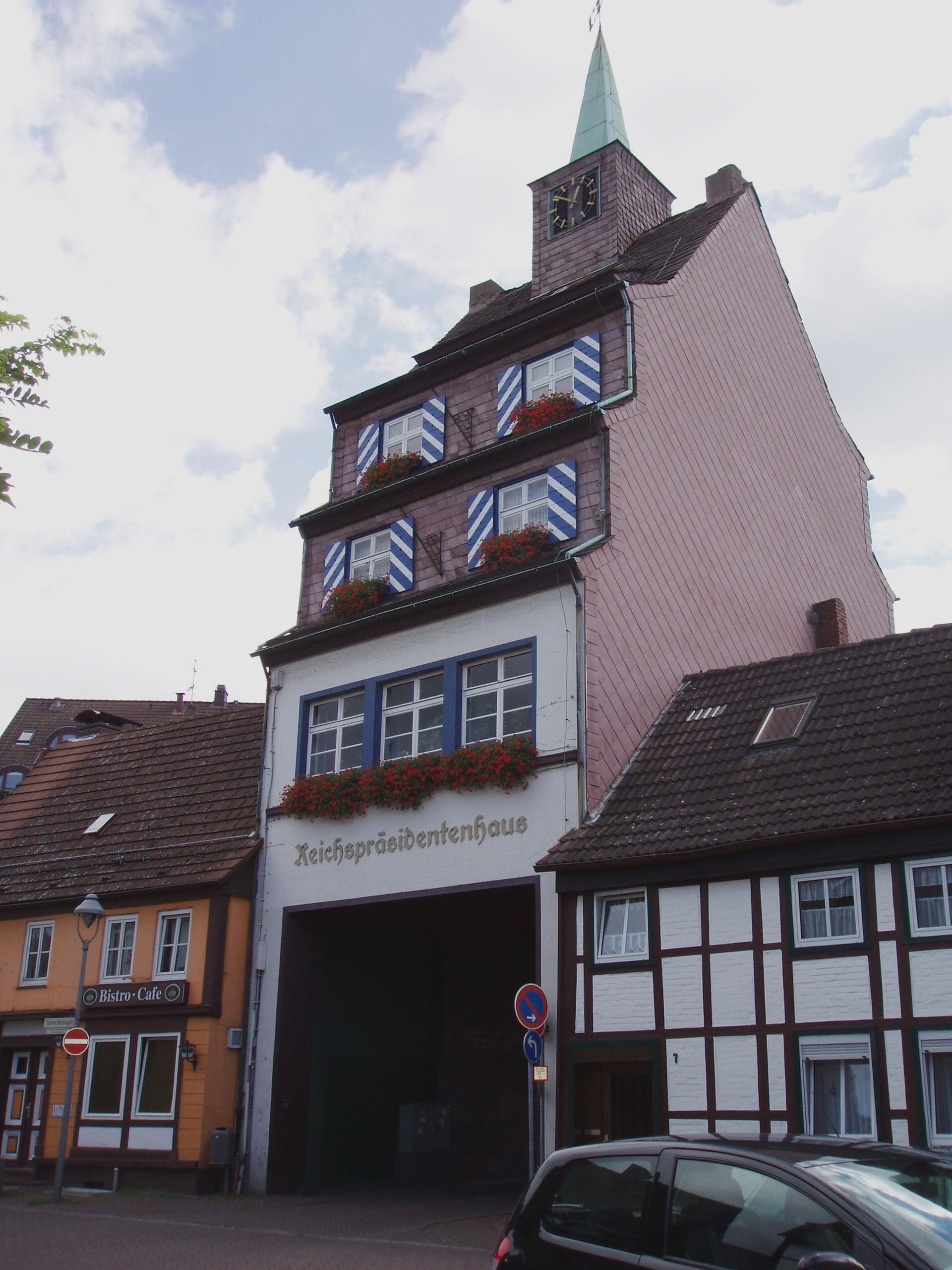
Reichspräsidentenhaus.